# ياندكس تاكسي
ياندكس تاكسي (بالإنجليزية: Yandex Taxi)‏ و(بالروسية: Яндекс.Такси) هي خدمة لحجز سيارات الأجرة عبر الإنترنت. تملهكا وتطورها شركة ياندكس الروسية وشركة أوبر.

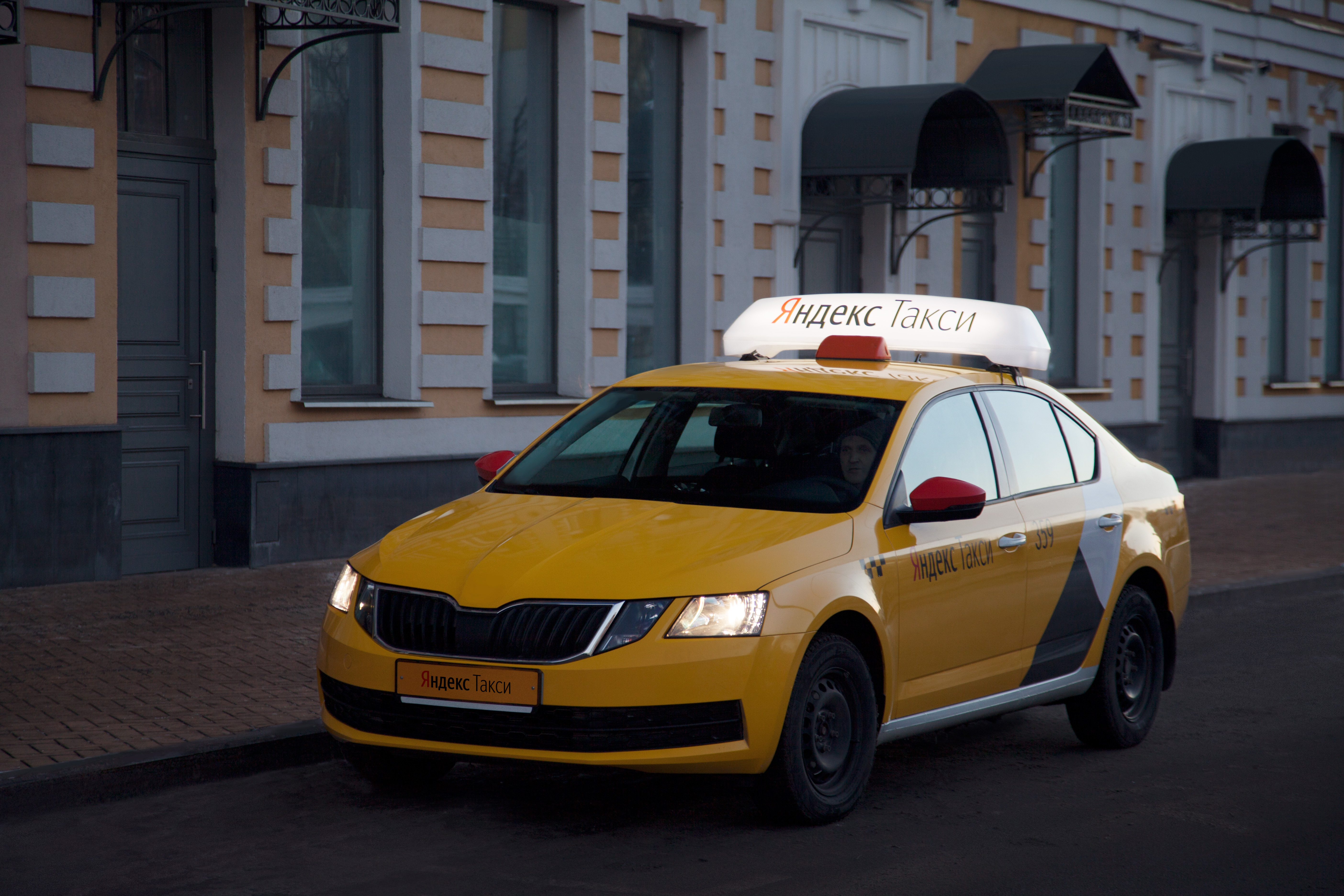
سيارة أجرة في موسكو من خدمة ياندكس تكسي